# Ben Saraf
Ben Avraham Saraf, né le 14 avril 2006 à Johannesbourg en Afrique du Sud, est un joueur israélien de basket-ball évoluant au poste de meneur et mesurant 1,98 m.

## Biographie

### NBA
Ben Saraf est sélectionné en vingt-sixième position par les Nets de Brooklyn lors de la draft 2025 de la NBA.

### Équipe nationale
Saraf participe au Championnat d'Europe des moins de 18 ans 2024 avec l'équipe d'Israël. L'équipe finit à la 4e place et Saraf, meilleur marqueur de la compétition avec 28,1 points de moyenne, est nommé MVP.

## Palmarès et distinctions individuelles
- MVP du Championnat d'Europe des moins de 18 ans 2024